# Reprezentacja Finlandii w piłce nożnej mężczyzn
Reprezentacja Finlandii w piłce nożnej – drużyna piłkarska reprezentująca Finlandię w zawodach międzynarodowych.
Finlandia jest jednokrotnym uczestnikiem Mistrzostw Europy w piłce nożnej (2020) i czterokrotnym uczestnikiem Igrzysk Olimpijskich (czwarte miejsce w 1912, 1936, 1952, 1980). 
Od 1908 roku jest członkiem FIFA, od 1954 UEFA.
Domowe spotkania reprezentacja rozgrywa na Stadionie Olimpijskim w Helsinkach. Trenerem kadry od grudnia 2016 roku jest Markku Kanerva, a kapitanem Tim Sparv.

## Historia
do 2020 roku nie grała w żadnym ważnym turnieju piłkarskim. Wprawdzie czterokrotnie wystąpiła na igrzyskach olimpijskich, ale swój największy sukces – IV miejsce – odniosła w 1912 roku. Przez kolejne dekady Finowie wyraźnie ulegali zarówno w meczach towarzyskich, jak i spotkaniach o punkty. Aż osiemnaście razy przepadli w eliminacjach do Mistrzostw Świata w Piłce Nożnej (do eliminacji do pozostałych trzech mundiali nie przystąpili w ogóle), wśród europejskich reprezentacji pod tym względem gorzej wypada jedynie Luksemburg, który nie dał rady aż 20 razy. Dopiero 15 listopada 2019 reprezentacja Finlandii pokonując 3:0 reprezentację Liechtensteinu uzyskała pierwszy historyczny awans na Mistrzostwa Europy.
Wyniki reprezentacji nieznacznie poprawiły się w latach 70. i 80. W eliminacjach do Euro 1980 drużyna przegrała tylko jednym punktem, a do Mundialu 1986 – dwoma. Jednak dopiero od lat 90. fińscy piłkarze zaczęli wzbudzać zainteresowanie prezesów największych europejskich klubów.
Finlandia zawsze miała znacznie lepszych zawodników niż drużynę. Jari Litmanen w barwach Ajaksu Amsterdam triumfował w Pucharze Mistrzów i Superpucharze Europy. Sami Hyypiä był filarem defensywy Liverpool, kiedy ten w 2001 roku zdobywał Puchar UEFA. Napastnik Mikael Forssell przez wiele lat grał w Chelsea F.C., bramkarz Antti Niemi wyrobił sobie dobrą markę skutecznymi interwencjami w barwach Heart of Midlothian i Southampton FC, a jego następca Jussi Jääskeläinen miał pewne miejsce w bramce Boltonu Wanderers. Pomocnik Joonas Kolkka z PSV Eindhoven dwa razy wygrywał ligę holenderską, a Teemu Tainio, były gracz Ajaksu i Tottenhamu Hotspur, tyle samo razy sięgał po Puchar Francji z AJ Auxerre.
Na obecną kondycję fińskiego futbolu znaczący wpływ ma także brak zainteresowania kibiców. Finlandia jest jednym z niewielu krajów w Europie, w którym piłka nożna nie jest sportem numer jeden. Znacznie większą popularnością cieszą się narciarze, hokeiści i motocykliści.
Mimo iż w ostatnich latach reprezentację trenowali Richard Møller Nielsen, który w 1992 doprowadził Danię do zwycięstwa w mistrzostwach Europy, oraz Antti Muurinen, były szkoleniowiec HJK Helsinki, pierwszego klubu fińskiego grającego w Lidze Mistrzów, to drużyna poczyniła niewielkie postępy. Nadal nie zdołała zakwalifikować się nawet do barażów żadnego z międzynarodowych turniejów. W latach 2006–2007 selekcjonerem był Anglik Roy Hodgson. Jego podopieczni do końca liczyli się w walce o awans do Euro 2008 (ostatecznie zajęli czwarte miejsce). W grupie kwalifikacyjnej m.in. wygrali i zremisowali z Polską i raz wywalczyli podział punktów w spotkaniu z Portugalią.15 listopada 2019 wywalczyli pierwszy w historii awans do Mistrzostw Starego Kontynentu w 2020 roku po meczu z Liechtensteinem wygranego przez Finów 3-0. To był historyczny awans Reprezentacji Finlandii na wielki turniej.
Po nim kadrę Finlandii prowadzili kolejno Stuart Baxter, Olli Huttunen (tymczasowo), Markku Kanerva (tymczasowo), Mika-Matti Paatelainen, oraz ponownie tymczasowo Markku Kanerva. W styczniu 2016 selekcjonerem fińskiej kadry został Hans Backe, natomiast w grudniu 2016 zastąpił go Kanerva.

## Aktualny skład
26 osobowa kadra na Mistrzostwa Europy 2020, które odbywają się w dniach 11 czerwca 2021–11 lipca 2021. Występy i gole aktualne na 14 czerwca 2021.
| Nr         | Imię i nazwisko        | Data urodzenia       | Występy   | Gole      | Obecny klub         |
| Bramkarze  | Bramkarze              | Bramkarze            | Bramkarze | Bramkarze | Bramkarze           |
| ---------- | ---------------------- | -------------------- | --------- | --------- | ------------------- |
| 1          | Lukáš Hrádecký         | 24 listopada 1989    | 66        | 0         | Bayer 04 Leverkusen |
| 12         | Jesse Joronen          | 21 marca 1993        | 14        | 0         | Brescia Calcio      |
| 23         | Anssi Jaakkola         | 13 marca 1987        | 3         | 0         | Bristol Rovers      |
| Obrońcy    |                        |                      |           |           |                     |
| 2          | Paulus Arajuuri        | 15 czerwca 1988      | 52        | 3         | Pafos               |
| 3          | Daniel O’Shaughnessy   | 14 września 1994     | 12        | 0         | HJK                 |
| 4          | Joona Toivio (kapitan) | 10 marca 1988        | 74        | 3         | BK Häcken           |
| 5          | Leo Väisänen           | 23 lipca 1997        | 9         | 0         | IF Elfsborg         |
| 15         | Niko Hämäläinen        | 5 marca 1997         | 7         | 0         | QPR                 |
| 16         | Thomas Lam             | 18 grudnia 1993      | 26        | 0         | PEC Zwolle          |
| 17         | Nikolai Alho           | 12 marca 1993        | 12        | 0         | MTK Budapeszt       |
| 18         | Jere Uronen            | 13 lipca 1994        | 50        | 1         | KRC Genk            |
| 22         | Jukka Raitala          | 15 września 1988     | 57        | 0         | Minnesota United    |
| 25         | Robert Ivanov          | 19 września 1994     | 4         | 0         | Warta Poznań        |
| Pomocnicy  |                        |                      |           |           |                     |
| 6          | Glen Kamara            | 28 października 1995 | 32        | 1         | Rangers             |
| 7          | Robert Taylor          | 21 października 1994 | 20        | 1         | SK Brann            |
| 8          | Robin Lod              | 17 kwietnia 1993     | 46        | 4         | Minnesota United    |
| 9          | Fredrik Jensen         | 9 września 1997      | 18        | 7         | Augsburg            |
| 11         | Rasmus Schüller        | 18 czerwca 1991      | 50        | 0         | Djurgårdens IF      |
| 13         | Pyry Soiri             | 22 września 1994     | 31        | 5         | Esbjerg fB          |
| 14         | Tim Sparv (kapitan)    | 20 lutego 1987       | 82        | 1         | AE Larisa           |
| 19         | Joni Kauko             | 12 lipca 1990        | 26        | 0         | Esbjerg fB          |
| 24         | Onni Valakari          | 18 sierpnia 1999     | 5         | 1         | Pafos               |
| Napastnicy |                        |                      |           |           |                     |
| 10         | Teemu Pukki            | 29 marca 1990        | 92        | 30        | Norwich City        |
| 20         | Joel Pohjanpalo        | 13 września 1994     | 43        | 10        | Union Berlin        |
| 21         | Lassi Lappalainen      | 24 sierpnia 1998     | 8         | 0         | Montréal            |
| 26         | Marcus Forss           | 18 czerwca 1999      | 6         | 1         | Brentford           |

## Sztab szkoleniowy
| Funkcja                         | Imię i nazwisko |
| ------------------------------- | --------------- |
| Selekcjoner                     | Markku Kanerva  |
| Asystent                        | Kari Martonen   |
| Trener bramkarzy                | Antti Niemi     |
| Trener przygotowania fizycznego | Mika Nurmela    |

## Rekordziści
Kolorem niebieskim zaznaczono wciąż aktywnych piłkarzy
| Lp. | Zawodnik          | Lata gry w kadrze | Mecze | Bramki |
| --- | ----------------- | ----------------- | ----- | ------ |
| 1.  | Jari Litmanen     | 1989–2010         | 137   | 32     |
| 2.  | Teemu Pukki       | 2009–             | 106   | 36     |
| 3.  | Sami Hyypiä       | 1992–2010         | 105   | 5      |
| 3.  | Jonatan Johansson | 1996–2010         | 105   | 22     |
| 5.  | Ari Hjelm         | 1983–1996         | 100   | 20     |
| 6.  | Joonas Kolkka     | 1994–2010         | 98    | 11     |
| 7.  | Mikael Forssell   | 1999–2014         | 87    | 29     |
| 8.  | Erkka Petäjä      | 1983–1994         | 84    | 0      |
| 8.  | Tim Sparv         | 2009–             | 84    | 1      |
| 10. | Arto Tolsa        | 1964–1981         | 77    | 10     |

| Lp. | Zawodnik               | Lata gry w kadrze | Bramki | Mecze |
| --- | ---------------------- | ----------------- | ------ | ----- |
| 1.  | Teemu Pukki            | 2009–             | 36     | 106   |
| 2.  | Jari Litmanen          | 1989–2010         | 32     | 137   |
| 3.  | Mikael Forssell        | 1999–2014         | 29     | 87    |
| 4.  | Jonatan Johansson      | 1996–2010         | 22     | 105   |
| 5.  | Ari Hjelm              | 1983–1996         | 20     | 100   |
| 6.  | Mika-Matti Paatelainen | 1986–2000         | 18     | 70    |
| 7.  | Verner Eklöf           | 1919–1927         | 17     | 32    |
| 8.  | Gunnar Åström          | 1923–1937         | 16     | 43    |
| 8.  | Aulis Koponen          | 1924–1935         | 16     | 38    |
| 10. | Alexei Eremenko Jr.    | 2003–2013         | 14     | 57    |

## Selekcjonerzy
| Imię i nazwisko        | Okres     |
| ---------------------- | --------- |
| Niilo Tammisalo        | 1946      |
| Aatos Lehtonen         | 1947–1955 |
| Kurt Weinreich         | 1955–1958 |
| Aatos Lehtonen         | 1959–1961 |
| Olavi Laaksonen        | 1962–1974 |
| Martti Kosma           | 1975      |
| Aulis Rytkönen         | 1975-1978 |
| Esko Malm              | 1979–1981 |
| Martti Kuusela         | 1982–1987 |
| Jukka Vakkila          | 1988–1992 |
| Tommy Lindholm         | 1993-1994 |
| Jukka Ikäläinen        | 1994-1996 |
| Richard Møller Nielsen | 1996-1999 |

| Imię i nazwisko        | Okres     |
| ---------------------- | --------- |
| Antti Muurinen         | 2000-2005 |
| Jyrki Heliskoski       | 2005      |
| Roy Hodgson            | 2006-2007 |
| Stuart Baxter          | 2008-2010 |
| Olli Huttunen          | 2010      |
| Markku Kanerva         | 2011      |
| Mika-Matti Paatelainen | 2011-2015 |
| Markku Kanerva         | 2015      |
| Hans Backe             | 2016      |
| Markku Kanerva         | 2016-     |

## Udział w międzynarodowych turniejach
| 1930 | Nie brała udziału                 | Nie brała udziału                 |
| 1934 | Nie brała udziału                 | Nie brała udziału                 |
| 1938 | Nie zakwalifikowała się           | Nie zakwalifikowała się           |
| 1950 | Wycofała się w trakcie eliminacji | Wycofała się w trakcie eliminacji |
| 1954 | Nie zakwalifikowała się           | Nie zakwalifikowała się           |
| 1958 | Nie zakwalifikowała się           | Nie zakwalifikowała się           |
| 1962 | Nie zakwalifikowała się           | Nie zakwalifikowała się           |
| 1966 | Nie zakwalifikowała się           | Nie zakwalifikowała się           |
| 1970 | Nie zakwalifikowała się           | Nie zakwalifikowała się           |
| 1974 | Nie zakwalifikowała się           | Nie zakwalifikowała się           |
| 1978 | Nie zakwalifikowała się           | Nie zakwalifikowała się           |
| 1982 | Nie zakwalifikowała się           | Nie zakwalifikowała się           |
| 1986 | Nie zakwalifikowała się           | Nie zakwalifikowała się           |
| 1990 | Nie zakwalifikowała się           | Nie zakwalifikowała się           |
| 1994 | Nie zakwalifikowała się           | Nie zakwalifikowała się           |
| 1998 | Nie zakwalifikowała się           | Nie zakwalifikowała się           |
| 2002 | Nie zakwalifikowała się           | Nie zakwalifikowała się           |
| 2006 | Nie zakwalifikowała się           | Nie zakwalifikowała się           |
| 2010 | Nie zakwalifikowała się           | Nie zakwalifikowała się           |
| 2014 | Nie zakwalifikowała się           | Nie zakwalifikowała się           |
| 2018 | Nie zakwalifikowała się           | Nie zakwalifikowała się           |
| 2022 | Nie zakwalifikowała się           | Nie zakwalifikowała się           |

| 1960 | Nie brała udziału       | Nie brała udziału       |
| 1964 | Nie brała udziału       | Nie brała udziału       |
| 1968 | Nie zakwalifikowała się | Nie zakwalifikowała się |
| 1972 | Nie zakwalifikowała się | Nie zakwalifikowała się |
| 1976 | Nie zakwalifikowała się | Nie zakwalifikowała się |
| 1980 | Nie zakwalifikowała się | Nie zakwalifikowała się |
| 1984 | Nie zakwalifikowała się | Nie zakwalifikowała się |
| 1988 | Nie zakwalifikowała się | Nie zakwalifikowała się |
| 1992 | Nie zakwalifikowała się | Nie zakwalifikowała się |
| 1996 | Nie zakwalifikowała się | Nie zakwalifikowała się |
| 2000 | Nie zakwalifikowała się | Nie zakwalifikowała się |
| 2004 | Nie zakwalifikowała się | Nie zakwalifikowała się |
| 2008 | Nie zakwalifikowała się | Nie zakwalifikowała się |
| 2012 | Nie zakwalifikowała się | Nie zakwalifikowała się |
| 2016 | Nie zakwalifikowała się | Nie zakwalifikowała się |
| 2020 | Awans                   | Faza grupowa            |
| 2024 | Nie zakwalifikowała się | Nie zakwalifikowała się |

## Bieżące eliminacje

### Eliminacje doMistrzostw Europy w Piłce Nożnej 2020– Grupa J
| Zespół               | Pkt | M  | W  | R | P | Br+ | Br− | +/− |
| -------------------- | --- | -- | -- | - | - | --- | --- | --- |
| Włochy               | 30  | 10 | 10 | 0 | 0 | 37  | 4   | +33 |
| Finlandia            | 18  | 10 | 6  | 0 | 4 | 16  | 10  | +6  |
| Grecja               | 14  | 10 | 4  | 2 | 4 | 12  | 14  | -2  |
| Bośnia i Hercegowina | 13  | 10 | 4  | 1 | 5 | 20  | 17  | +3  |
| Armenia              | 10  | 10 | 3  | 1 | 6 | 14  | 25  | -11 |
| Liechtenstein        | 2   | 10 | 0  | 2 | 8 | 2   | 31  | -29 |

|                      | Włochy | Bośnia i Hercegowina | Finlandia | Grecja | Armenia | Liechtenstein |
| -------------------- | ------ | -------------------- | --------- | ------ | ------- | ------------- |
| Włochy               | X      | 2:1                  | 2:0       | 2:0    | 9:1     | 6:0           |
| Bośnia i Hercegowina | 0:3    | X                    | 4:1       | 2:2    | 2:1     | 5:0           |
| Finlandia            | 1:2    | 2:0                  | X         | 1:0    | 3:0     | 3:0           |
| Grecja               | 0:3    | 2:1                  | 2:1       | X      | 2:3     | 1:1           |
| Armenia              | 1:3    | 4:2                  | 0:2       | 0:1    | X       | 3:0           |
| Liechtenstein        | 0:5    | 0:3                  | 0:2       | 0:2    | 1:1     | X             |